# Eupithecia penicilla
Eupithecia penicilla är en fjärilsart som beskrevs av Paul Dognin 1901. Eupithecia penicilla ingår i släktet Eupithecia och familjen mätare. Inga underarter finns listade i Catalogue of Life.